# Амбри, Стив
Стив Амбри (порт. Steve Ambri; род. 12 августа 1997, Мон-Сент-Эльян) — бисау-гвинейский футболист, нападающий. Выступал за сборную Гвинеи-Бисау.

## Клубная карьера
Амбри — воспитанник клубов «Фрилю», «Гавр» и «Гонфревиль». В 2015 году он дебютировал за основной состав последних. Летом того же года Амбри перешёл в «Валансьен». 16 декабря 2016 года в матче против «Осера» он дебютировал в Лиге 2. 26 января 2018 года в поединке против «Ньора» Стив забил свой первый гол за «Валансьен». Летом 2020 года Амбри перешёл в «Сошо». 22 августа в матче против «Осера» он дебютировал за новый клуб. 26 сентября в поединке против «Аяччо» Стив забил свой первый гол за «Сошо».
12 июля 2022 года Амбри подписал двухлетний контракт с молдавским «Шерифом».

## Международная карьера
12 ноября 2021 года в отборочном матче чемпионата мира 2022 против сборной Гвинеи Амбри дебютировал за сборную Гвинеи-Бисау. В 2022 году Стив принял участие в Кубке Африки в Камеруне. На турнире он сыграл в матчах против Судана, Египта и Нигерии.